# Didemnum complexum
Didemnum complexum är en sjöpungsart som beskrevs av Kott 200. Didemnum complexum ingår i släktet Didemnum och familjen Didemnidae. Inga underarter finns listade i Catalogue of Life.